# Гонсалес-и-Диас Туньон, Сеферино
Сеферино Гонсалес-и-Диас Туньон (исп. Zeferino González y Díaz Tuñón; 28 января 1831, Вильория, Испания — 29 ноября 1894, Мадрид, Испания) — испанский кардинал, доминиканец. Епископ Малаги с 16 июня 1874 по 21 июня 1875. Епископ Кордовы с 5 июля 1875 по 15 марта 1883. Архиепископ Севильи с 15 марта 1883 по 27 марта 1885 и с 15 января 1886 по 28 ноября 1889. Архиепископ Толедо, примас Испании и патриарх Западной Индии с 27 марта 1885 по 15 января 1886. Кардинал-священник с 10 ноября 1884, с титулом церкви Санта-Мария-сопра-Минерва с 17 марта 1887.